# Гро, Анри де
Анри де Гро (фр. Henry de Groux; 1866, Брюссель — 1930, Марсель) — франко-бельгийский художник, график и скульптор-символист.

## Жизнь и творчество
Родился в семье художника Шарля де Гру, работавшего в направлении критического реализма. Анри несколько изменил свою фамилию с целью придать ей больше аристократичности. Первые успехи пришли к нему в 1886 году после выставки работ в Брюсселе, в результате чего художник вступил в группу Общество XX, в которой состояли также Джеймс Энсор, Фелисьен Ропс, Константин Менье, Огюст Роден, Камиль Писсарро, Фернан Кнопф и другие известные мастера. В 1889 году Анри де Гро создал полотно «Глумление над Христом», которую он впоследствии считал своим творческим манифестом. Моделью для Христа ему послужил его друг-художник, Виллем Дегув де Нункве. В то же время автор отождествлял образ распятого, растерзанного художника с самим собой. Через 10 лет эта тема нашла своё «светское» продолжение в работе «Глумление над Золя». Обе картины вызвали в своё время оживлённые дебаты в культурных кругах Бельгии и Франции.
В 1890 году Анри де Гро был исключён из «Общества XX» после того, как он отказался выставить своего «Христа» на одной из его экспозиций рядом с «Подсолнухами» Ван Гога (которые назвал «отвратительным цветочным горшком») и картинами Поля Синьяка и Тулуз-Лотрека. Свои полотна Анри теперь выставлял на брюссельских Триеннале. Смешанные чувства его «Христос» вызвал также и в Париже, где художник — тем не менее — нашёл много друзей в литературных кругах. Одним из ближайших стал Эмиль Золя, особенно во времена дела Дрейфуса. В эти годы Анри де Гро занимался как портретной живописью (портреты Шарля Бодлера, Оноре де Бальзака, Карла Смелого, Наполеона I, короля Людвига II Баварского и других), так и исторической — черпая сюжеты в сочинениях Вергилия, Данте и Рихарда Вагнера. Эти его произведения находятся на стыке таких течений в живописи, как символизм и историзм.
С началом Первой мировой войны художник создал серию литографий, посвящённых этому событию. Жил он преимущественно на юге Франции — в Авиньоне и Марселе. Анри де Гро оставил после себя также объёмный дневник-мемуары (начат в 1892 году, составил 18 томов), который был передан его наследниками в 2002 году французскому Институту истории искусства и опубликован в 2007 году.

## Галерея

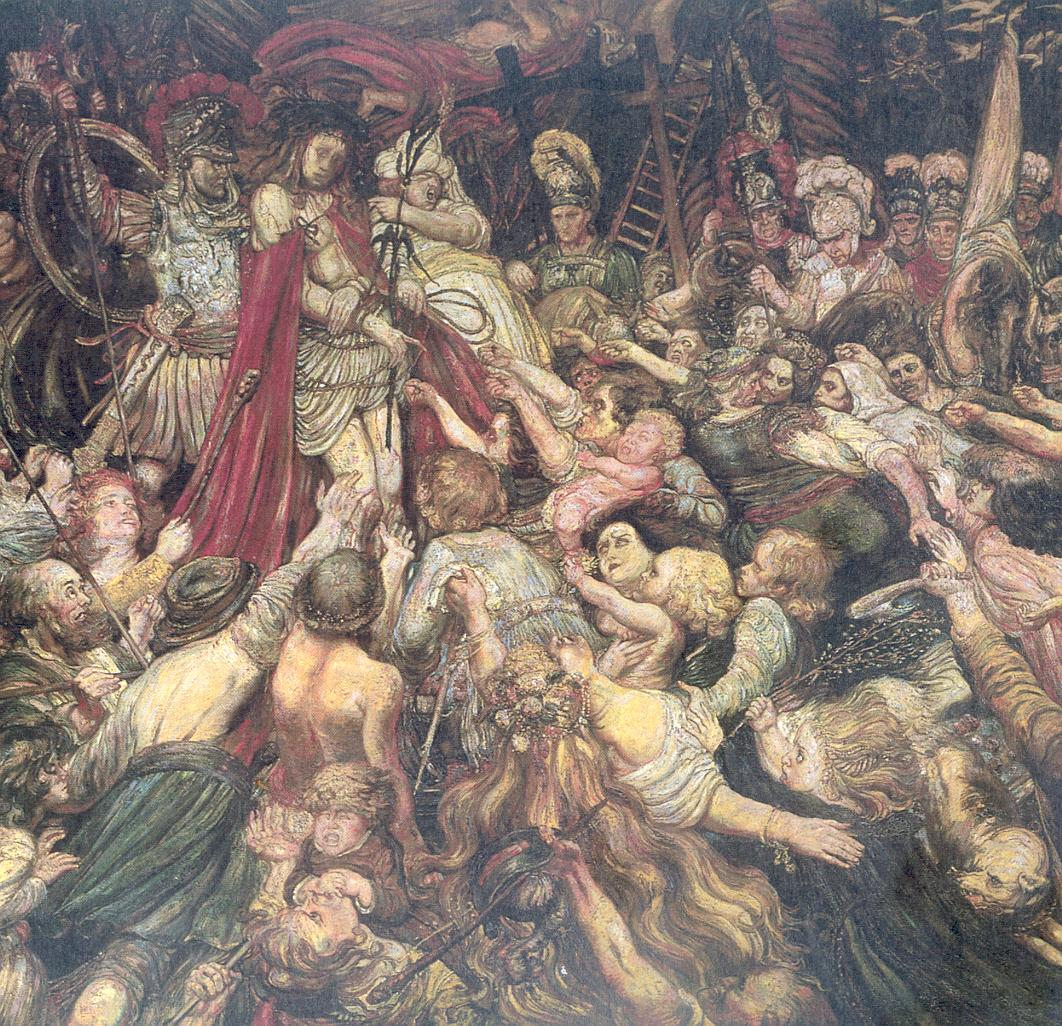
Christ aux outrages – Глумление над Христом (1889)
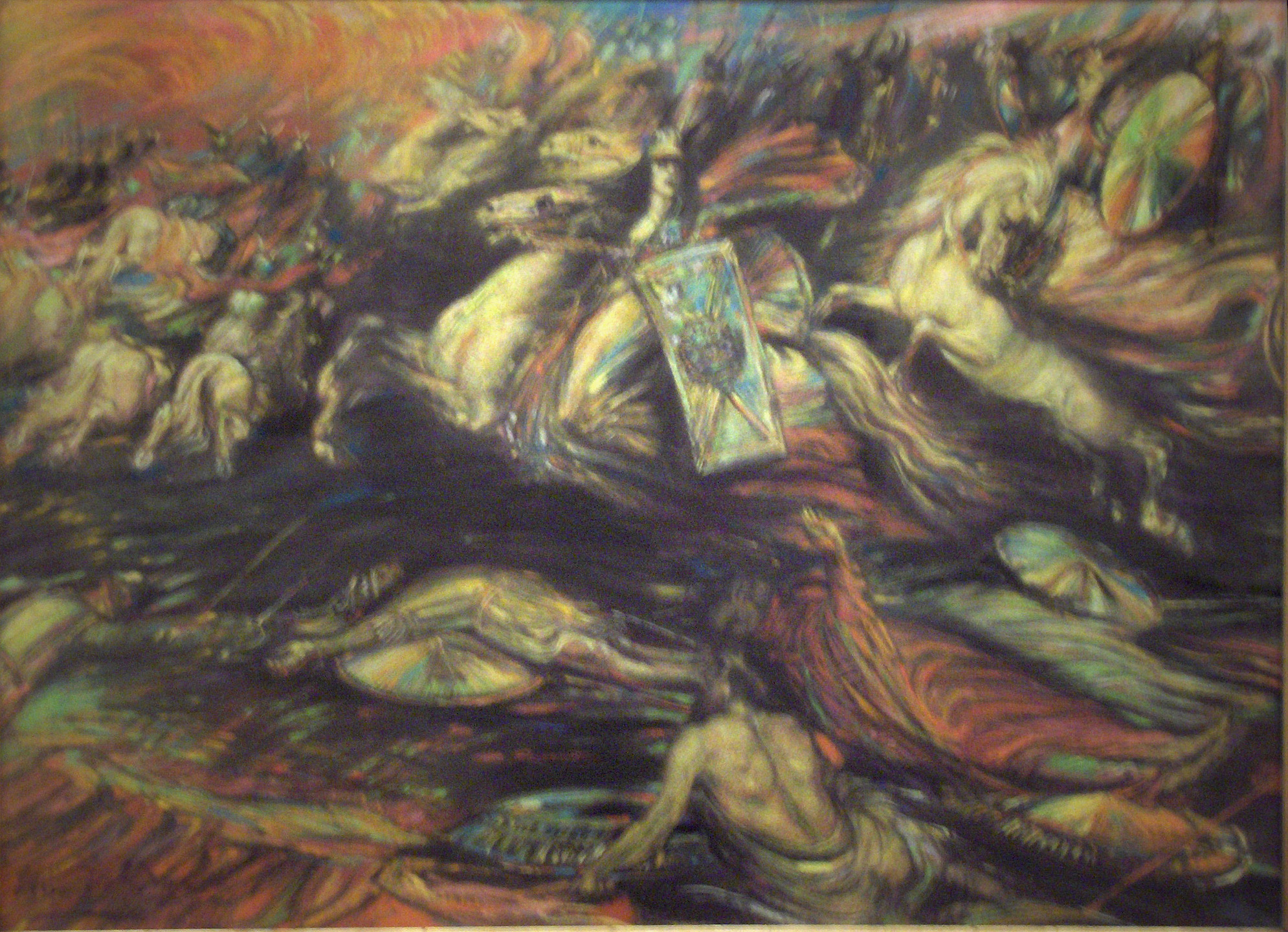
Полёт валькирий (ок 1890)
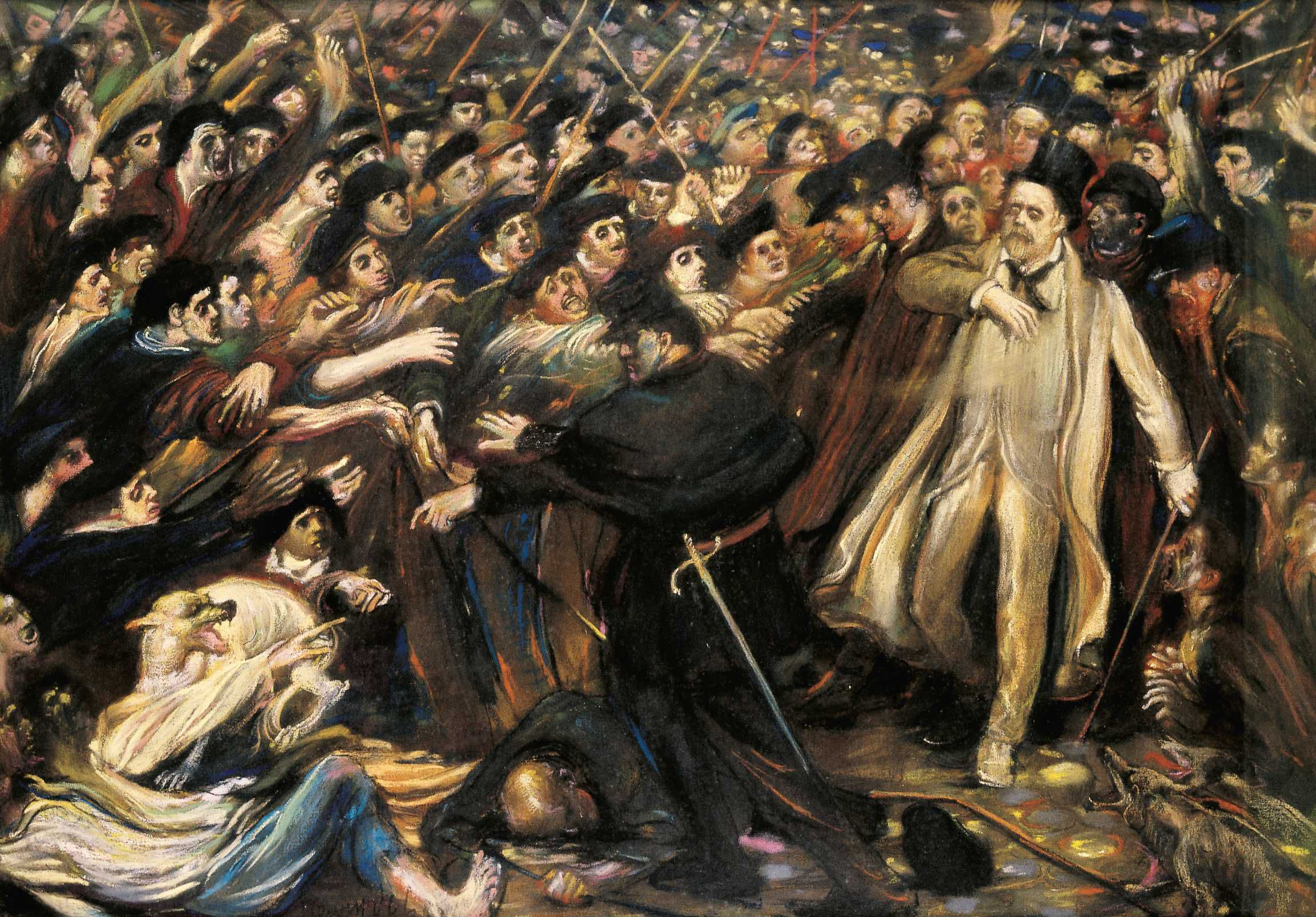
Zola aux outrages – Глумление над Золя (1898)
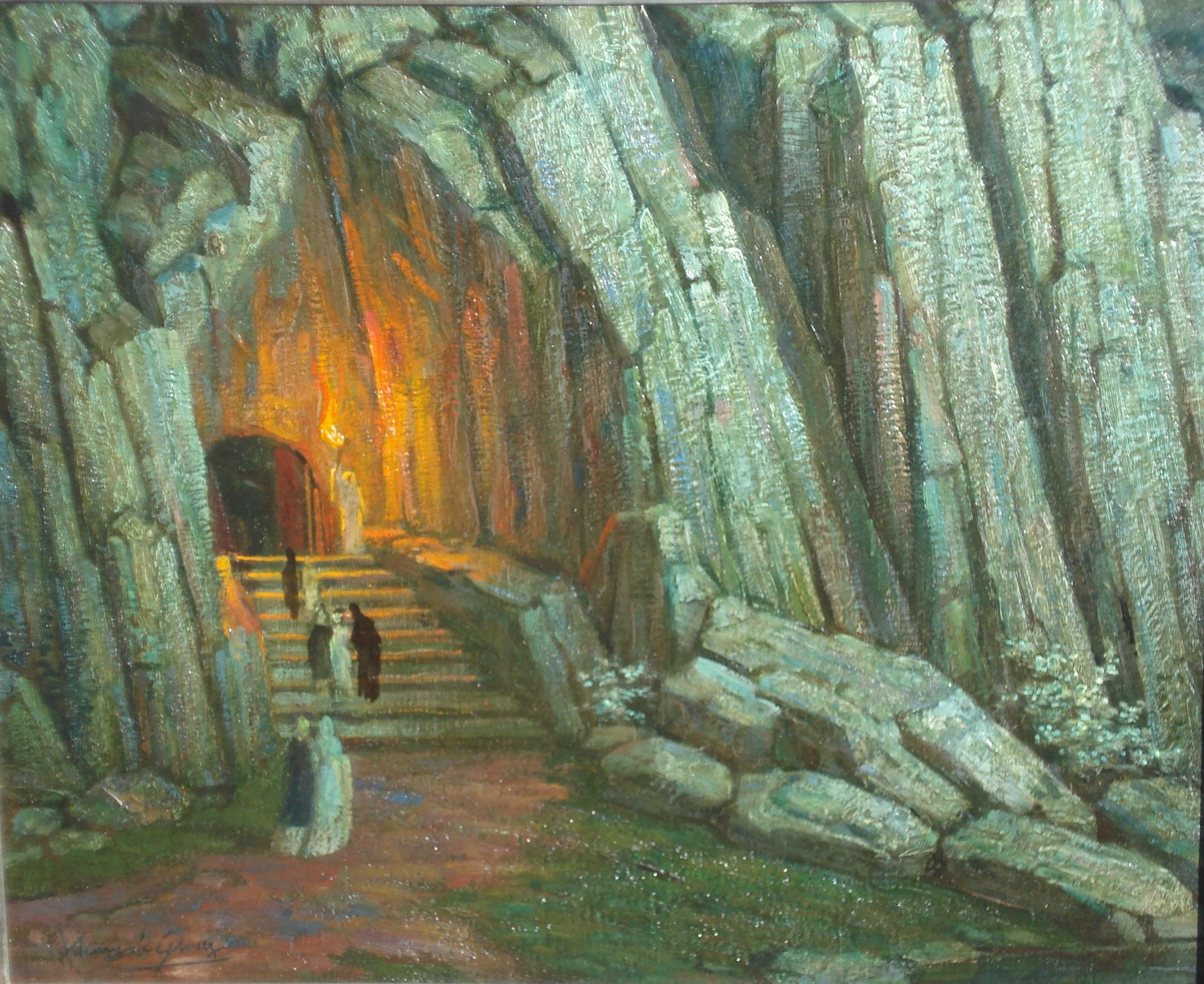
Поэзия грота (ок. 1900)
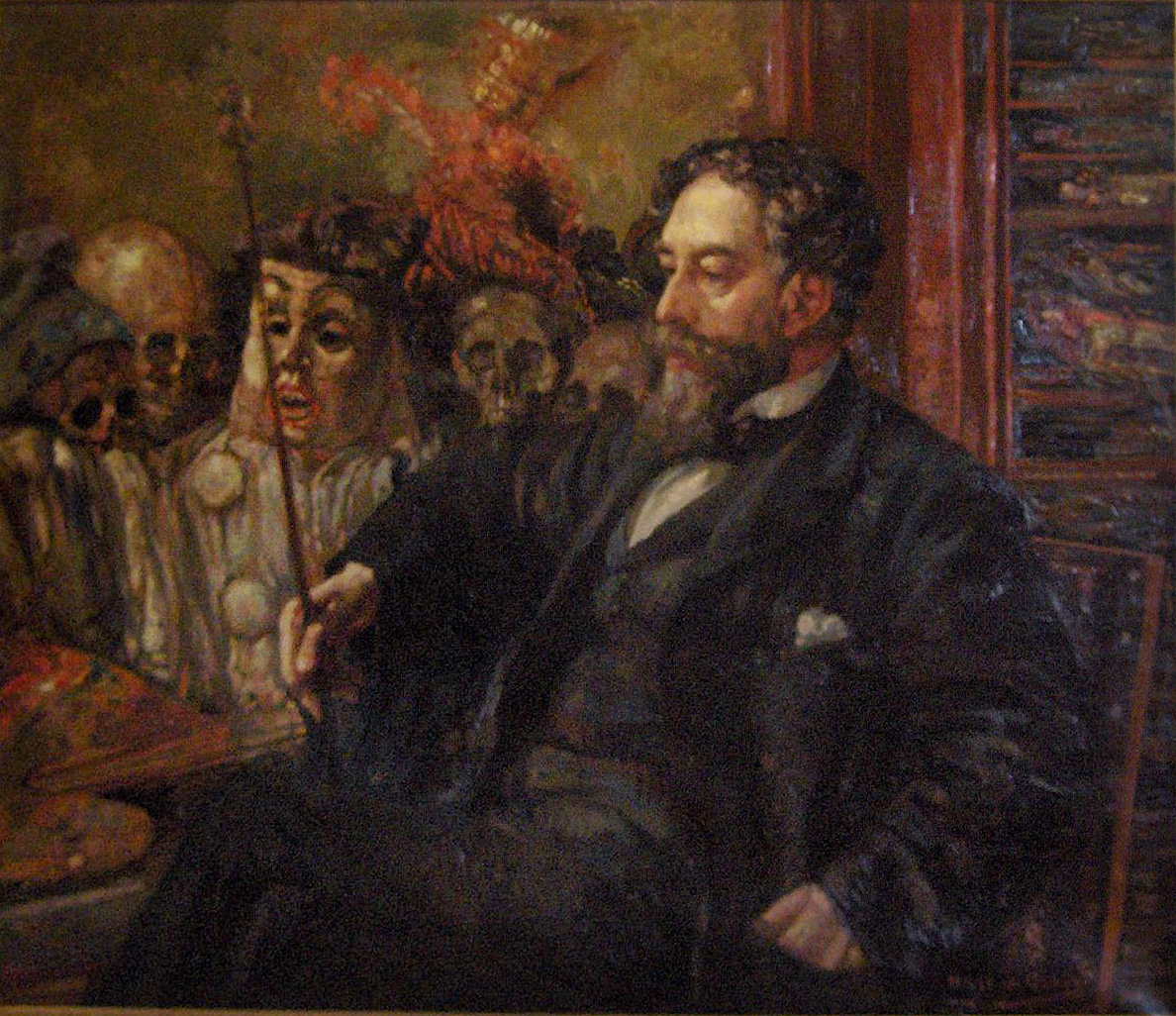
Портрет Джеймса Энсора (1907)
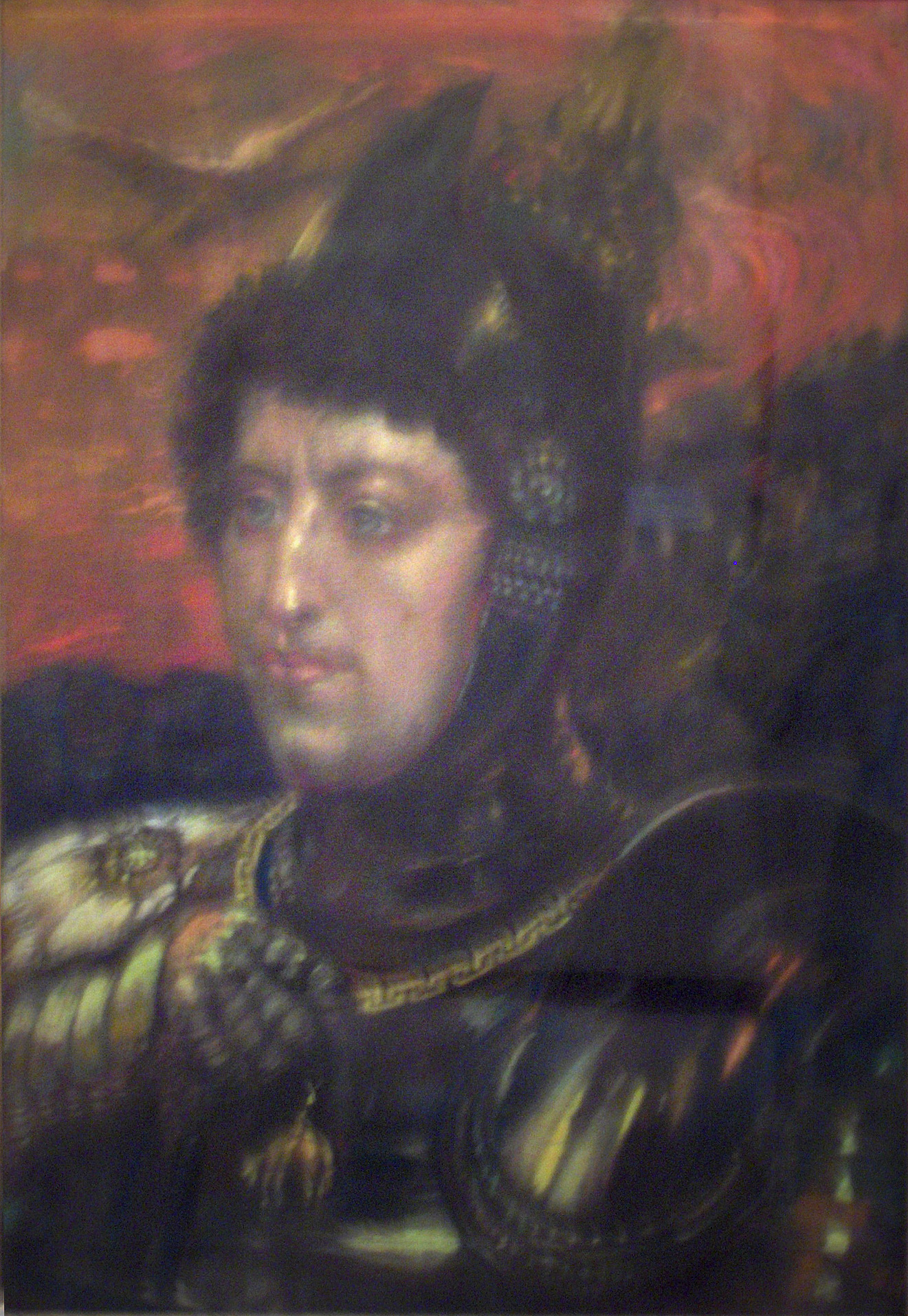
Портрет Карла Смелого